# Мария Тереза (великая герцогиня Люксембурга)
Мария Тереза (фр. María Teresa, урожденная Мария Тереза Местре Батиста Фалья, фр. María Teresa Mestre y Batista-Falla, род. 22 марта 1956, Гавана, Куба) — великая герцогиня-консорт Люксембурга с 7 октября 2000 года, супруга великого герцога Анри.
Её родители, Хосе Антонио Местре (1926—1993) и Мария Тереса Батиста (1928—1988), оба родились в Ведадо (Гавана, Куба) и являются потомками буржуазных и знатных испанских семей и даже конкистадоров. Помимо этого, Мария-Тереза - квартеронка, имеющая темнокожих предков со стороны обоих родителей. Дворянство Марии-Терезы можно проследить через многие ветви рода, но наиболее непосредственно через ее предка Игнасио Монтальво, который стал первым графом Монтальво в 1779 году. Среди ее выдающихся предков есть мэры Гаваны, гранды испанского суда, маркизы и епископы. Одной из ее самых впечатляющих родственниц была писательница Мария де лас Мерседес, Санта-Крус и Монтальво [1789-1852], графиня Мерлина, которая жила в Париже и имела самый уважаемый литературный салон своего времени. Отец и его семья в 1950 году построили CMQ, первый телеканал Кубы. Это был третий телеканал Латинской Америки, и они были богаты в их собственном праве.
Семья вынуждена была покинуть Кубу во время революции в октябре 1956 года и переехать в Нью-Йорк. В Нью-Йорке Мария-Тереза получила начальное и среднее образование, посещала уроки пения и балетную школу. В 1980 году окончила Институт международных исследований в Женеве со степенью в области политических наук. Мария Тереза и принц Анри встретились в этом университете. В течение четырех лет они оба вели аналогичные исследования, работая иногда в одних и тех же группах. Помимо своего родного испанского языка, Мария Тереза владеет также французским, английским, немецким и итальянским языками. Любит музыку и литературу, интересуется живописью. Занимается фигурным катанием, плаванием и лыжами. У нее два брата и сестра.

## Брак
В 1981 году Мария-Тереза сочеталась браком с наследным принцем Люксембурга Анри. Гражданская церемония прошла 4 февраля 1981 года, религиозная — 14 февраля с предварительного согласия Великого герцога Жана. Мать Анри, Жозефина Шарлотта не одобряла этот брак. У супругов родилось пятеро детей:
- Гийом Жан Иосиф Мария (род. 11 ноября 1981) — наследный Великий герцог Люксембурга, женат на Стефании де Ланнуа, двое сыновей:
  - Шарль Жан Филипп Иосиф Мария Гийом, принц Люксембургский, принц Нассау и Бурбон-Пармский (род.10.05.2020);
  - Франсуа Анри Луи Мария Гийом, принц Люксембургский, принц Нассау и Бурбон-Пармский (род. 27 марта 2023);
- Феликс Леопольд Мария Гийом (род. 03 июня 1984) — с 2013 года женат на Клэр Ладемахер, трое детей:
  - Амалия Габриэлла Мария Тереза, принцесса Нассау, принцесса Бурбон-Пармская (род. 15 июня 2014);
  - Лиэм Анри Хартмут, принц Нассау, принц Бурбон-Пармский (род. 28 ноября 2016)[2];
  - Бальтазар Феликс Карл, принц Нассау, принц Бурбон-Пармский (род. 7 января 2024);
- Луи Ксавьер Мария Гийом (род. 03 августа 1986) — был женат на Тесси Энтони[3], двое сыновей:
  - Габриэль Мишель Луи Рони, принц Нассау (род. 12 марта 2006);
  - Ноа Этьенн Гийом Габриэль Маттиас Ксавье, принц Нассау (род. 21 сентября 2007);
- Александра Жозефина Тереза Шарлотта Мария Вильгельмина (род. 16 февраля 1991) — вышла замуж в 2023 году за Николаса Багори, одна дочь:
  - Виктория (род. 14 мая 2024);
- Себастьян Анри Мария Гийом (род. 16 апреля 1992) — не женат.

## Титулы
- 22 марта 1956 — 14 февраля 1981: Мария Тереза Местре и Батиста Фалла.
- 14 февраля 1981 — 7 октября 2000: Её Королевское Высочество Наследная Великая герцогиня Люксембурга.
- 7 октября 2000 — настоящее время: Её Королевское Высочество Великая герцогиня Люксембурга.